# Mangyŏngdae-guyŏk
Man'gyŏngdae-guyŏk ist einer der 18 Stadtbezirke Pjöngjangs, der Hauptstadt Nordkoreas.
Er liegt im Westen der Stadt angrenzend an den Kreis Chollima. Nördlich des Bezirks befindet sich der Stadtbezirk Hyŏngjesan-guyŏk. Im Osten grenzt er mit dem Pot'ong-gang an die Bezirke Pot’onggang-guyŏk und P’yŏngch’ŏn-guyŏk. Im Süden bildet der Taedong-gang die Grenze zum Rakrang-guyŏk. Der Landkreis wurde im September 1959 als Stadtbezirk eingerichtet.
Innerhalb des Bezirks liegt der Berg Ryongak-san und zwischen der Grenze zum Chollima County der Taebo-san.

## Verkehr
Über die Fernstraße der Heroischen Jugend existiert eine direkte Anbindung nach Namp’o. Die 1989 fertiggestellte Kwangbok-Straße bildet einen zentralen Hauptverkehrsweg durch Man'gyŏngdae-guyŏk.

## Gebäude und Einrichtungen

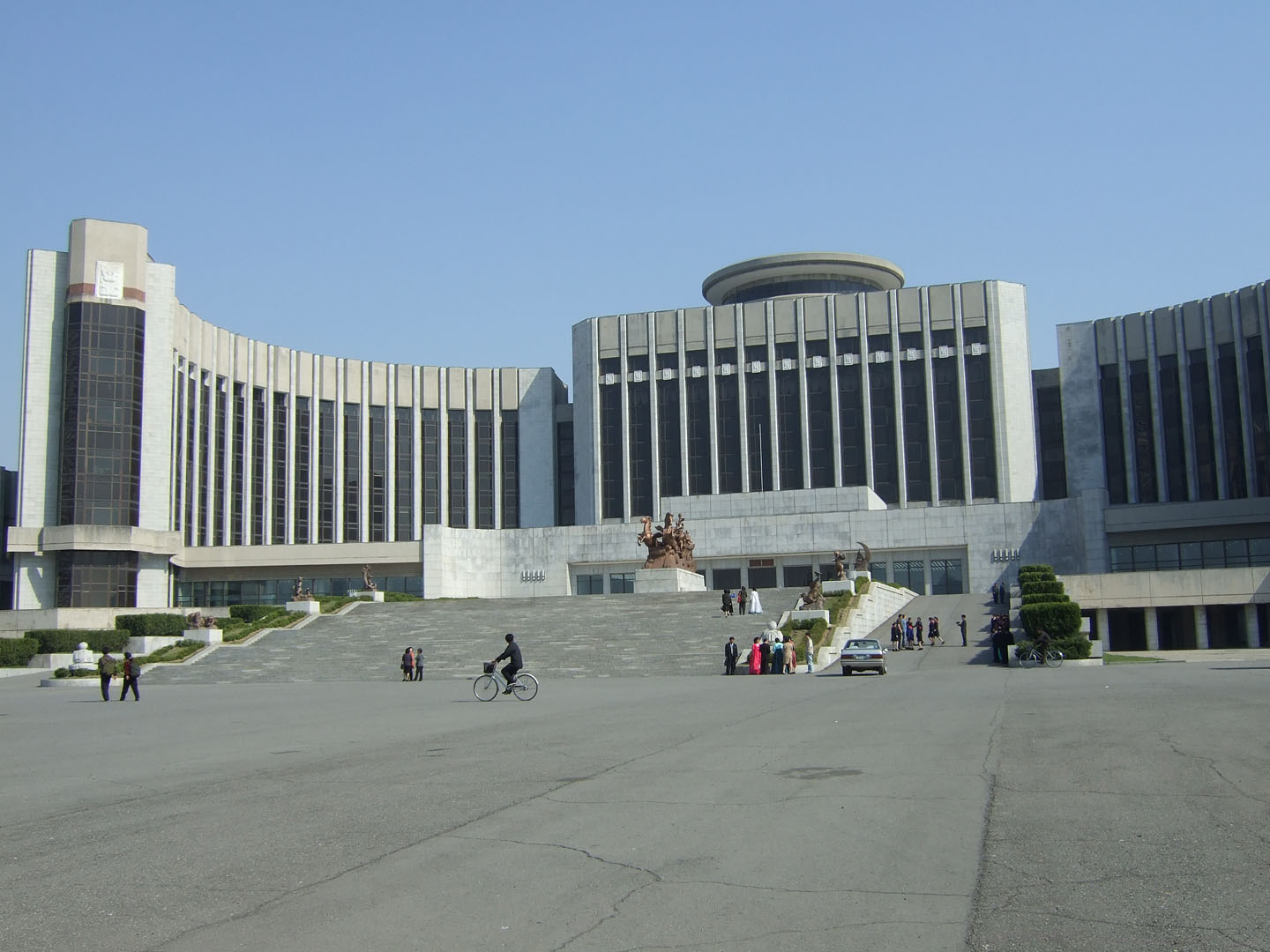
Schülerpalast Mangyŏngdae

Anliegend ist der Zirkus Pjöngjang und der Schülerpalast Mangyŏngdae. In der Kwangbok-Straße befinden sich fünf auffällige Wohnblöcke mit bis zu 43 Etagen und insgesamt 25.000 Wohneinheiten.
Im September 1988 wurde die Kirche Pongsu geweiht.
International bekannt ist das 1989 eröffnete Ch'ŏngnyŏn Hot'el Erster Klasse, das sich mit seinen 30 Etagen an der Kreuzung zwischen der Chongchun- und der Kwangbok-Straße erstreckt.
Im Dong Sonnae-dong befindet sich das Korea Computer Center.

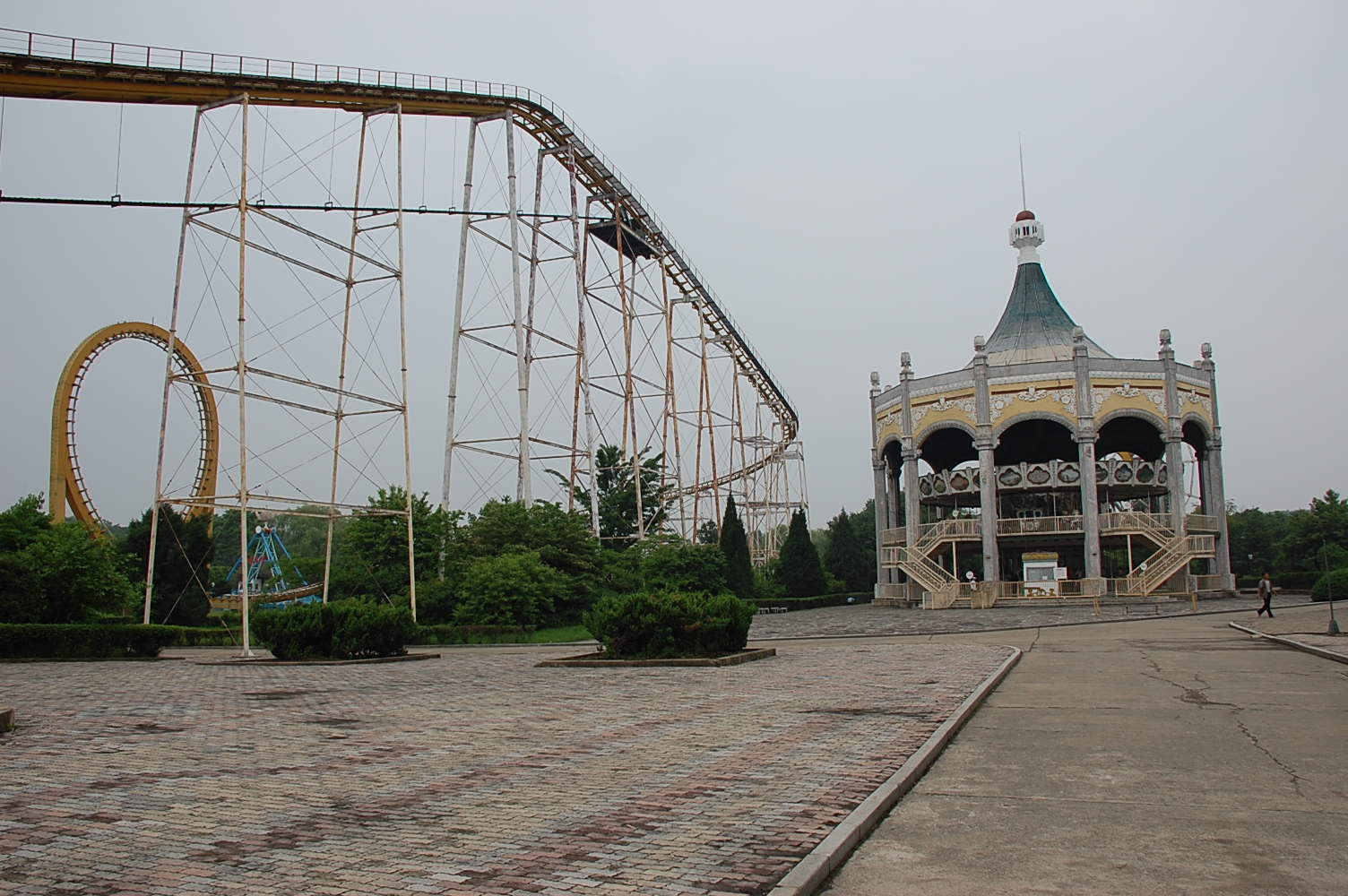
Mangyŏngdae Freizeitpark

Im Ortsteil Mangyŏngdae liegt das Mangyŏngdae-Revolutionsmuseum und der vorgebliche Geburtsort von Kim Il-sung, der hier auch seine Kindheit verbrachte. Westlich im selben Ortsteil befindet sich seit 1982 der Mangyŏngdae Freizeitpark.
Im Jahr 1948 wurde in Mangyŏngdae die Kim-Il-sung-Militäruniversität, eine weiterführende Schule zur Ausbildung von Offizieren der Koreanischen Volksarmee, gegründet. Sie gilt heute als die bedeutendste militärische Hochschule Nordkoreas.
Im Ortsteil Chilgol-dong hat das nordkoreanische Komitee des internationalen Taekwondo-Verbandes seinen Sitz.
Um die Chongchun-Straße konzentrieren sich über die drei Ortsteile Sonnae-dong, Kumsong-dong und Chukjon-dong mehrere moderne Sporteinrichtungen, die dem Schülerpalast Mangjongdae und der Man'gyŏngdae Revolutionary School, einer Grund- und Middle School für Kinder von Militär- und Staatsfunktionären, zugehörig sind.
- Sosan-Fußballstadion (25.000 Plätze)
- Handball-Halle (2380 Plätze)
- Tischtennis-Halle (4303 Plätze)
- Leichtathletik-Halle (4056 Plätze)
- Kampfsport-Halle (2376 Plätze)
- Bäder-Komplex (3372 Plätze)
- Wrestling-Halle (3000 Plätze)
- Gewichtheber-Halle (2002 Plätze)
- Volleyball-Halle (2057 Plätze)
- Basketball-Halle (2076 Plätze)
- Taekwondo-Halle (2400 Plätze)

Seit 1989 steht hier auch das Ryanggang Hot’el.
In Rahmen des Wohnungsbauprogrammes (50.000 neue Wohneinheiten bis 2025) wurde in der Verwaltungseinheit Taepyong-dong von 2021 bis 2023 ein neues Wohngebiet errichtet.

### Nationalschätze
In Moranbong-guyŏk befinden sich in Ryongbong-ri zwei der Nationalschätze Nordkoreas.
- Pobun-Eremitage des Yŏngmyŏng-Tempel (Nationalschatz #13)
- Ryonggok-Akademie (Nationalschatz #14)

## Naturdenkmale
Mehrere Bäume im Bezirk sind unter den Naturdenkmalen Nordkoreas mit der Sortierungsnummer 1 aufgeführt.
- Koreanische Gebirgspappeln von Mangyŏngdae (Mangyŏngdae-dong, Naturdenkmal #18)
- Japanische Zelkoven des Berges Ryongak (Ryongbong-ri, Naturdenkmal #19)
- Surenbäume des Berges Ryongak (Ryongbong-ri, Naturdenkmal #20)
- Japanische Schnurbäume des Berges Ryongak (Ryongbong-ri, Naturdenkmal #22)

## Verwaltungseinheiten
Man'gyŏngdae-guyŏk ist in 19 Verwaltungseinheiten, die Dongs eingeteilt. Die Ortsteile Chilgol-dong und Kumsung-dong sind zudem wiederum in je drei und Tangsang-dong, Palgol-dong, Changhung-dong, Chukchon-dong und Kalrimkil-dong in je zwei Verwaltungseinheiten untergliedert.
|                  | Chosŏn'gŭl | Hancha   |
| ---------------- | ---------- | -------- |
| Changhung-dong   | 장흥동     | 長興洞   |
| Chilgol-dong     | 칠골동     | ?        |
| Chukchon-dong    | 축전동     | 祝典洞   |
| Kalrimkil-dong   | 갈림길     | ?        |
| Konguk-dong      | 건국동     | 建國洞   |
| Kumchon-dong     | 금천동     | 金泉洞   |
| Kumsung-dong     | 금성동     | 金星洞   |
| Kwangbok-dong    | 광복동     | 光復洞   |
| Mangyŏngdae-dong | 만경대동   | 萬景臺洞 |
| Palgol-dong      | 팔골동     | ?        |
| Ryongaksan-dong  | 룡악산동   | 龍岳山洞 |
| Ryongbong-ri     | 룡봉리     | 龍峰里   |
| Ryongsan-dong    | 룡산동     | 龍山洞   |
| Samhung-dong     | 삼흥동     | 三興洞   |
| Songuja-dong     | 선구자동   | 先驅者洞 |
| Sonnae-dong      | 선내동     | 仙內洞   |
| Taepyong-dong    | 대평동     | 大平洞   |
| Tangsang-dong    | 당상동     | 堂上1洞  |
| Wonro-ri         | 원로리     | 元魯里   |

## Sonstiges
Nach dem Stadtbezirk sind das Fährschiff Man Gyong Bong 92 und seine Vorgängerin Man Gyong Bong benannt.